# 链圆顶

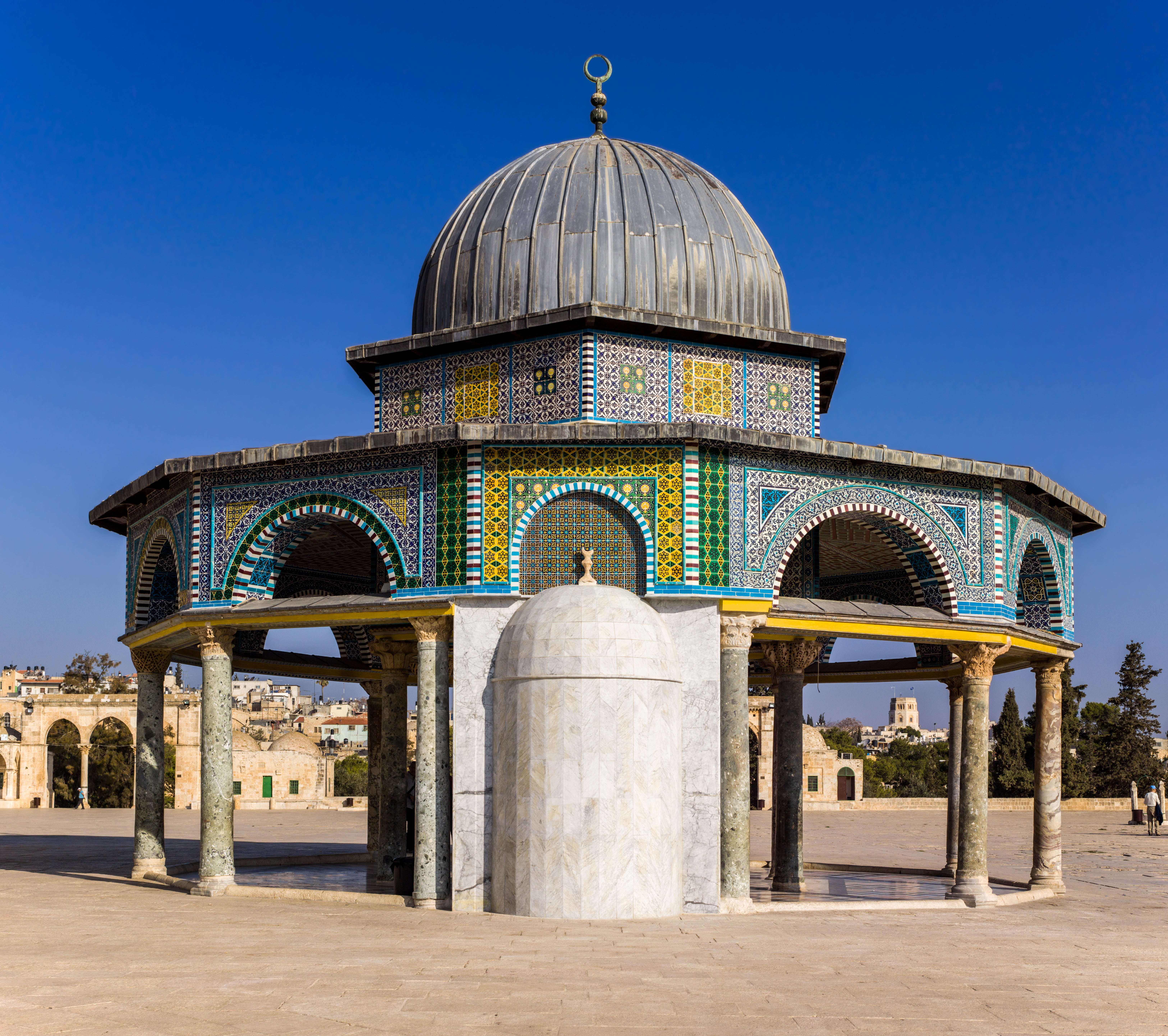
链圆顶

链圆顶（Dome of the Chain，阿拉伯语：‎, Qubbat al-Silsilah）是耶路撒冷旧城圣殿山圆顶清真寺东侧一个伊斯兰教祈祷所。它是圣殿山最古老的建筑之一。它是由倭马亚王朝兴建于公元691年，十字军时期曾改为基督教教堂，1187年以后重新由穆斯林使用。

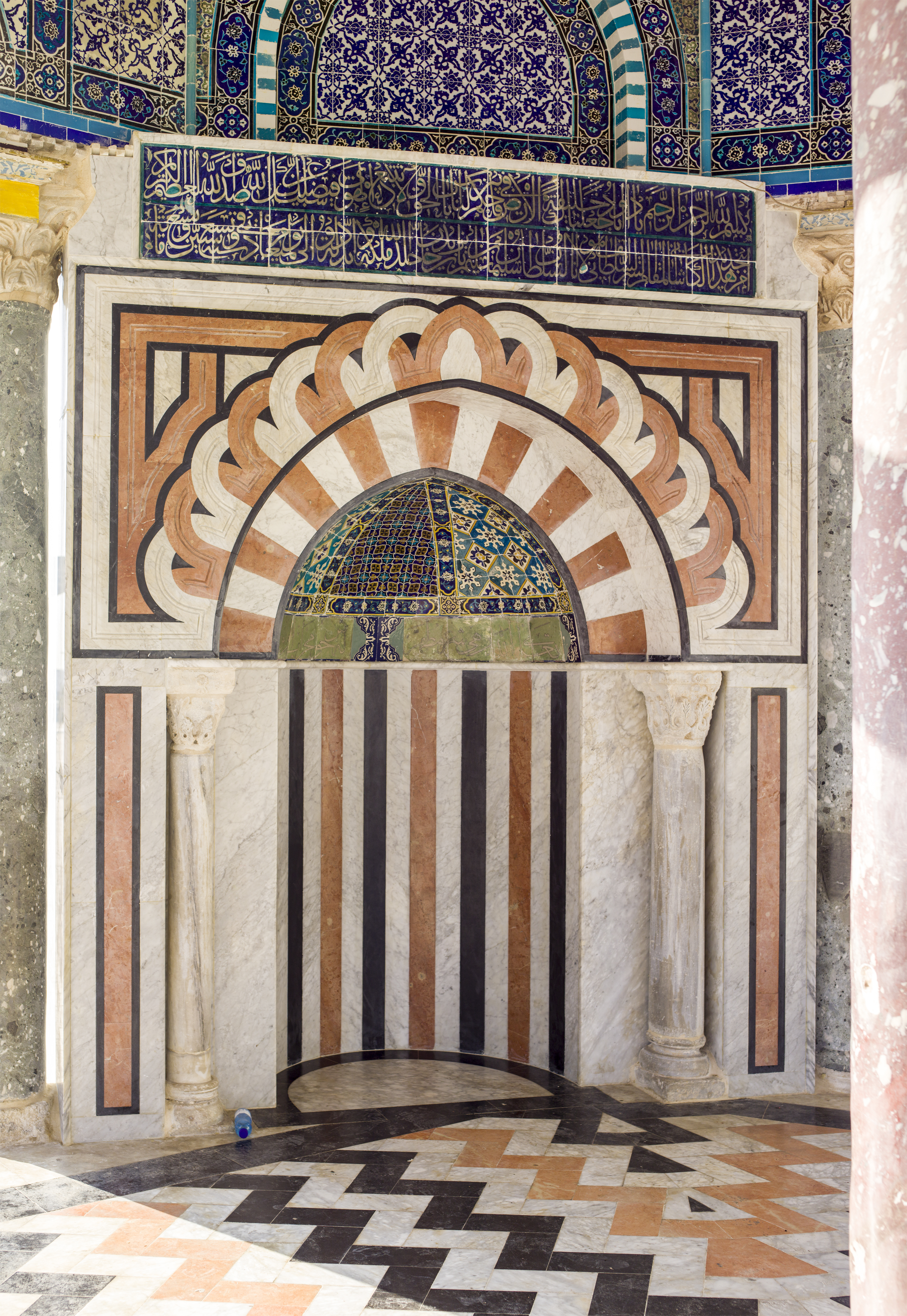

它是一个独立的圆顶建筑，由六根柱子支撑，但没有侧壁将其封闭。链圆顶的直径为14（46英尺），使之成为圣殿山的第三大建筑物，仅次于阿克萨清真寺和圆顶清真寺。

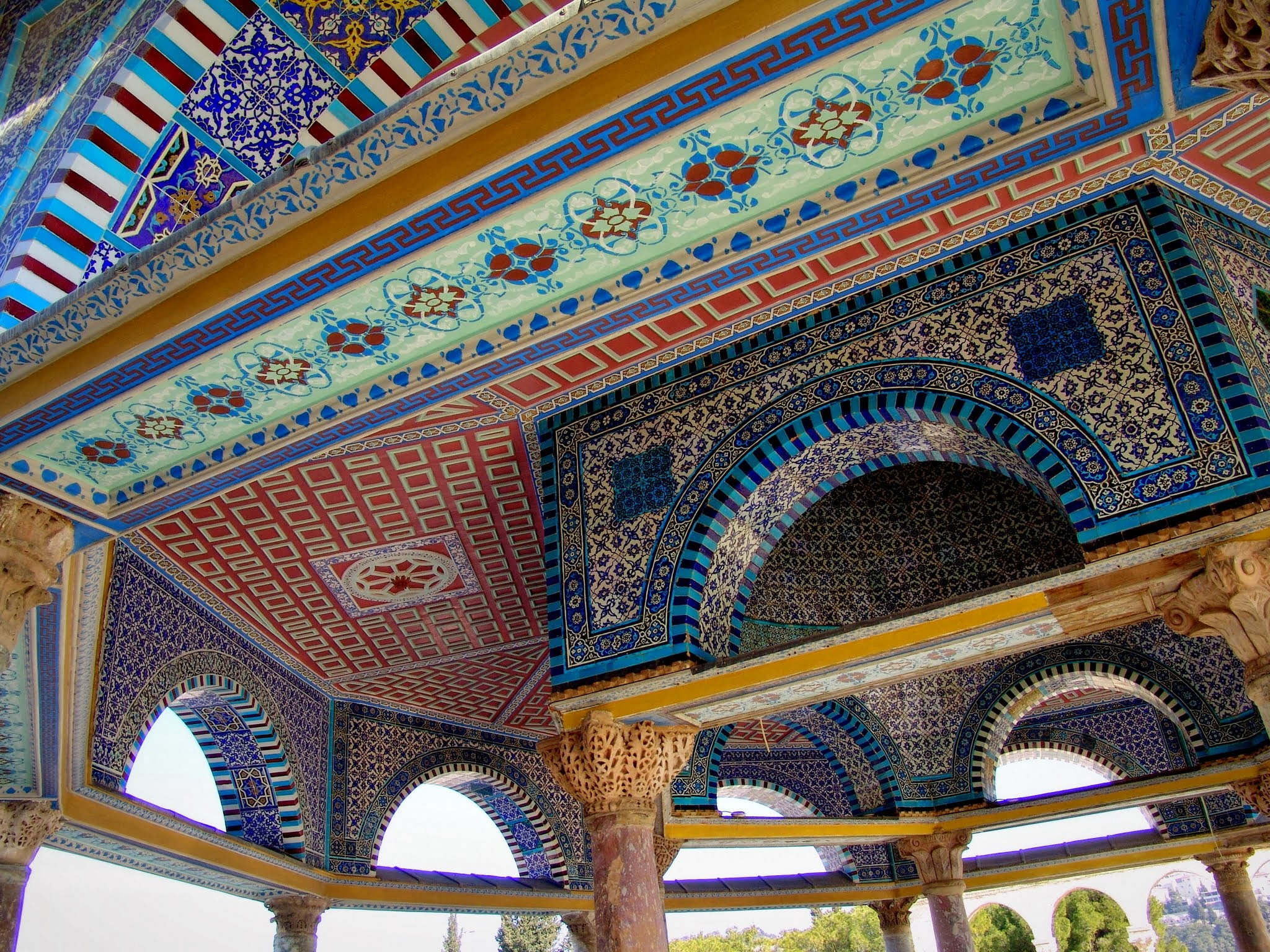
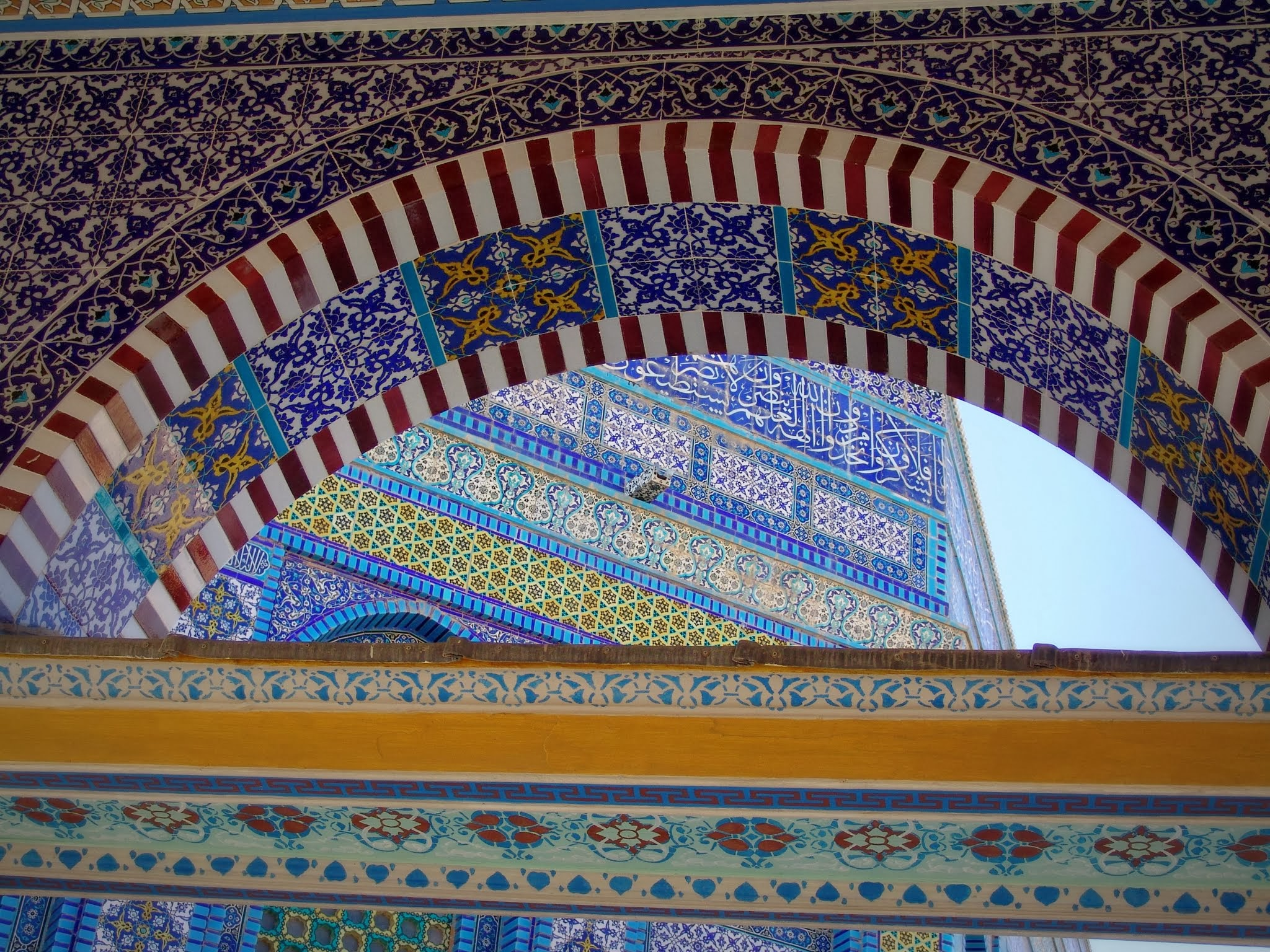